# Jacek Szumbarski
Jacek Jerzy Szumbarski – polski naukowiec, profesor nauk inżynieryjno-technicznych o specjalności mechanika płynów i metody numeryczne. Profesor Politechniki Warszawskiej.

## Życiorys
25 stycznia 1994 doktoryzował się na Wydziale Mechanicznym Energetyki i Lotnictwa PW na podstawie pracy pt. Zastosowanie stochastycznej metody wirowej do modelowania nieustalonego ruchu cieczy lepkiej w palisadzie profili, a 10 czerwca 2008 na tym samym wydziale uzyskał stopień doktora habilitowanego na podstawie dorobku naukowego i rozprawy pt. Niestateczność ruchu cieczy lepkiej w pofalowanym kanale. 11 lutego 2021 otrzymał tytuł profesora nauk inżynieryjno-technicznych.
W działalności naukowo-badawczej zajmuje się teoretyczną i obliczeniową mechaniką płynów oraz metodami numerycznymi.
Związany zawodowo z Wydziałem Mechanicznym Energetyki i Lotnictwa PW. Kierownik Zakładu Aerodynamiki w Instytucie Techniki Lotniczej i Mechaniki Stosowanej. Członek Rady Naukowej Dyscypliny Inżynieria Mechaniczna PW i Rady Szkoły Doktorskiej PW w kadencji 2020–2024. Od 2021 członek Komitetu Mechaniki PAN.
Otrzymał nagrodę indywidualną Rektora PW za osiągnięcia dydaktyczne Złota Kreda za rok akademicki 2015/2016 w kategorii najlepszy prowadzący wykłady.

## Wybrane publikacje
- Szumbarski J., Niestateczność ruchu cieczy lepkiej w pofalowanym kanale, Oficyna Wydawnicza Politechniki Warszawskiej, Warszawa 2007.
- Szumbarski J., Styczek A., The stochastic vortex method for viscous incompressible flow in a spatially periodic domain, [w:] Archives of Mechanics, Vol. 49, nr 1, s. 209–232, 1997.
- Szumbarski J., Floryan J.M., A Direct Spectral Method for Determination of Flows over Corrugated Boundaries, [w:] Journal of Computational Physics, nr 153, s. 378–402, 1999.
- Szumbarski J., Floryan J.M., Channel Flow Instability in Presence of Weak Distributed Surface Suction, [w:] AIAA Journal, Vol. 28, nr 2, s. 372–374, 2000.
- Szumbarski J., Immersed boundary approach to stability for a spatially periodic viscous flow, [w:] Archives of Mechanics, Vol. 54, nr 3, s. 199–222, 2002.
- Szumbarski J., On Origin of Unstable Modes in Viscous Channel Flow Subject to Periodically Distributed Surface Suction, [w:] Journal of Theoretical and Applied Mechanics, Vol. 40, nr 4, s. 847–871, 2002.